# Zagalar (Kelbajar)
Zagalar est un village de la région de Kelbajar en Azerbaïdjan.

## Histoire
En 1993-2020, Zagalar était sous le contrôle des forces armées arméniennes. Le 25 novembre 2020, sur la base d'un accord trilatéral entre l'Azerbaïdjan, l'Arménie et la Russie en date du 10 novembre 2020, la région de Kelbajar, y compris le village de Zagalar, a été restituée sous le contrôle de l'Azerbaïdjan. 

## Sources
Turch su, Qibla boulaghi, Dach boulag, Iyli boulag, Israfilin boulaghi, Chafi beyin boulaghi, etc.